# Люй Цзуцянь
Люй Цзуця́нь (кит. упр. 吕祖谦, пиньинь Lǚ Zǔqiān, 1137 — 1181) по прозванию Богун (кит. 伯恭), имел прозвище «господин из Дунлая» — философ-неоконфуцианец, предтеча Чжэдунской школы.

## Биография
Родился в области Учжоу (современный Цзиньхуа провинции Чжэцзян). Состоял на государственной службе, в том числе был редактором канцелярии государственной историографии, профессором императорской Высшей школы; имел высшую учёную степень цзиньши. Почитатели причисляли его к «трём мудрецам Юго-Востока» наряду с Чжу Си и Чжан Ши. Люй Цзуцянь стремился к примирению идейных разногласий между Чжу Си и Лу Цзююанем, прежде всего в области учения об управлении, и в 1175 году даже устроил их встречу. В области исторической науки Люй Цзуцянь интересовался происхождением древнейших памятников китайской письменности.
Основные сочинения: «Дунлай цзи» («Собрание произведений учителя из Дунлая»), «Дунлай Цзи-ши бо и» («Научные взгляды учителя из Дунлая на учение господина Цзо Цюмина»), «Дунлай шу шо» («Писания и высказывания учителя из Дунлая»), «Да ши цзи» («Записки о великих делах»), «Гу Чжоу и» («Древние версии Книги перемен»), а также подготовленные вместе с Чжу Си «Цзинь сы лу» («Записи размышлений о близком»).